# 蔡允革
蔡允革（1971年12月—），河北霸州人，1996年8月参加工作，1993年3月加入中国共产党，研究生学历，经济学博士，高级经济师。1993年毕业于河北大学经济学院工业经济专业本科。1996年毕业于四川大学对外经济贸易系世界经济专业硕士研究生。毕业后任职于中国人民银行计划资金司、信贷管理司、银行监管二司。2004年4月至2008年11月，在中国银行业监督管理委员会任职，历任银行监管二部监管七处副处长、城市信用社属地监管指导处副处长、办公厅（党委办公室）信访处处长，期间先后在英国华威大学工商管理专业和中国人民银行金融研究所金融学专业在职学习，获工商管理硕士学位和经济学博士学位。2008年11月，调任广东省发展和改革委员会副主任、党组成员。2013年4月，任中国光大银行办公室总经理、党委办公室主任。2014年5月，升任光大银行党委委员（副行长级）、机关党委副书记兼办公室总经理、党委办公室主任。同年8月，兼任光大银行董事会秘书。2020年9月，任交通银行监事长、党委副书记。
2021年3月4日，官方报道显示，蔡允革已出任重庆市人民政府党组成员。同月31日，重庆市第五届人民代表大会常务委员会第二十五次会议决定任命蔡允革为重庆市人民政府副市长。
2022年5月5日，升任中共重庆市委常委、组织部部长，也成为重庆市委常委班子中第一位“70后”常委。